# Koortoren

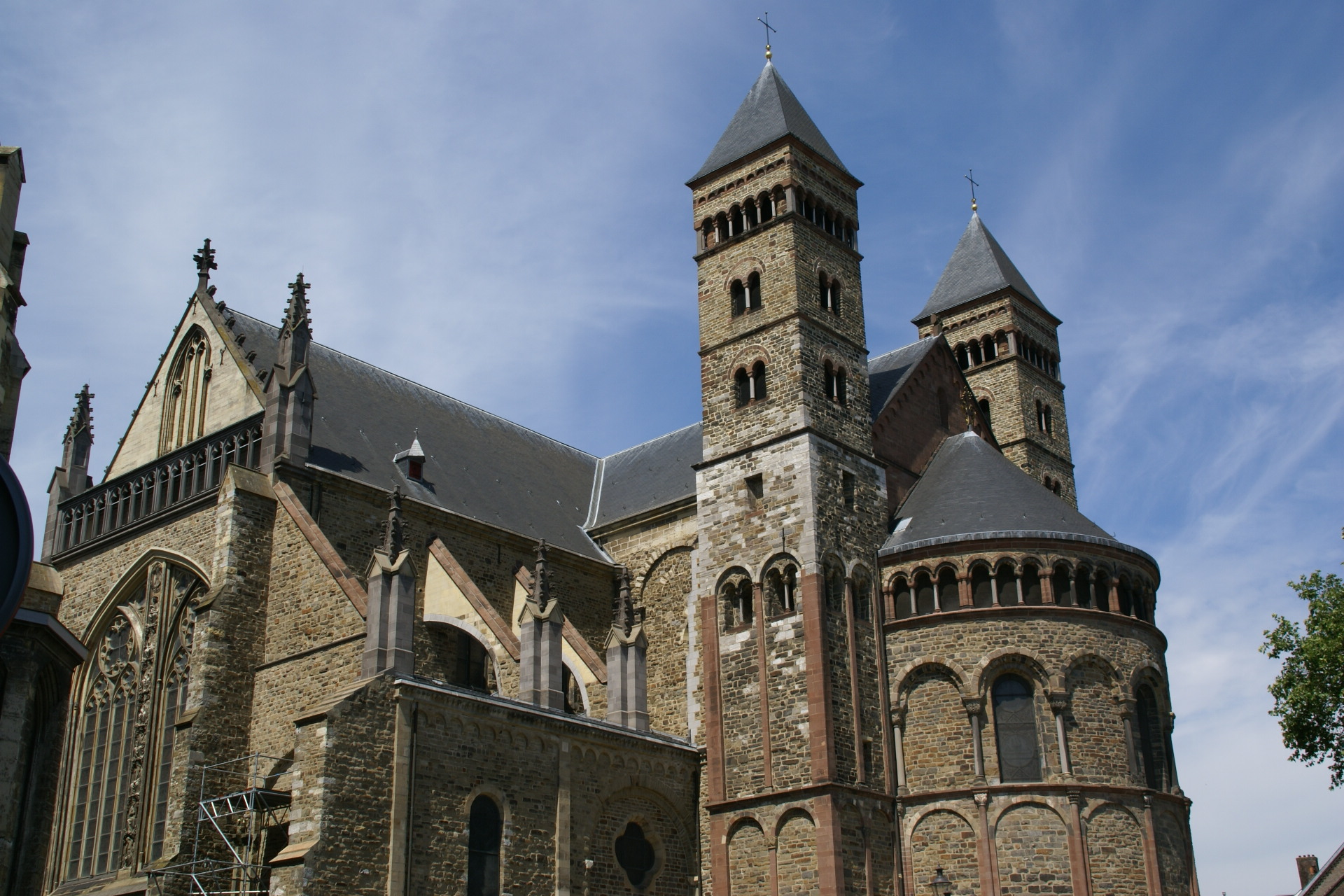
De koortorens van de Sint-Servaasbasiliek in Maastricht

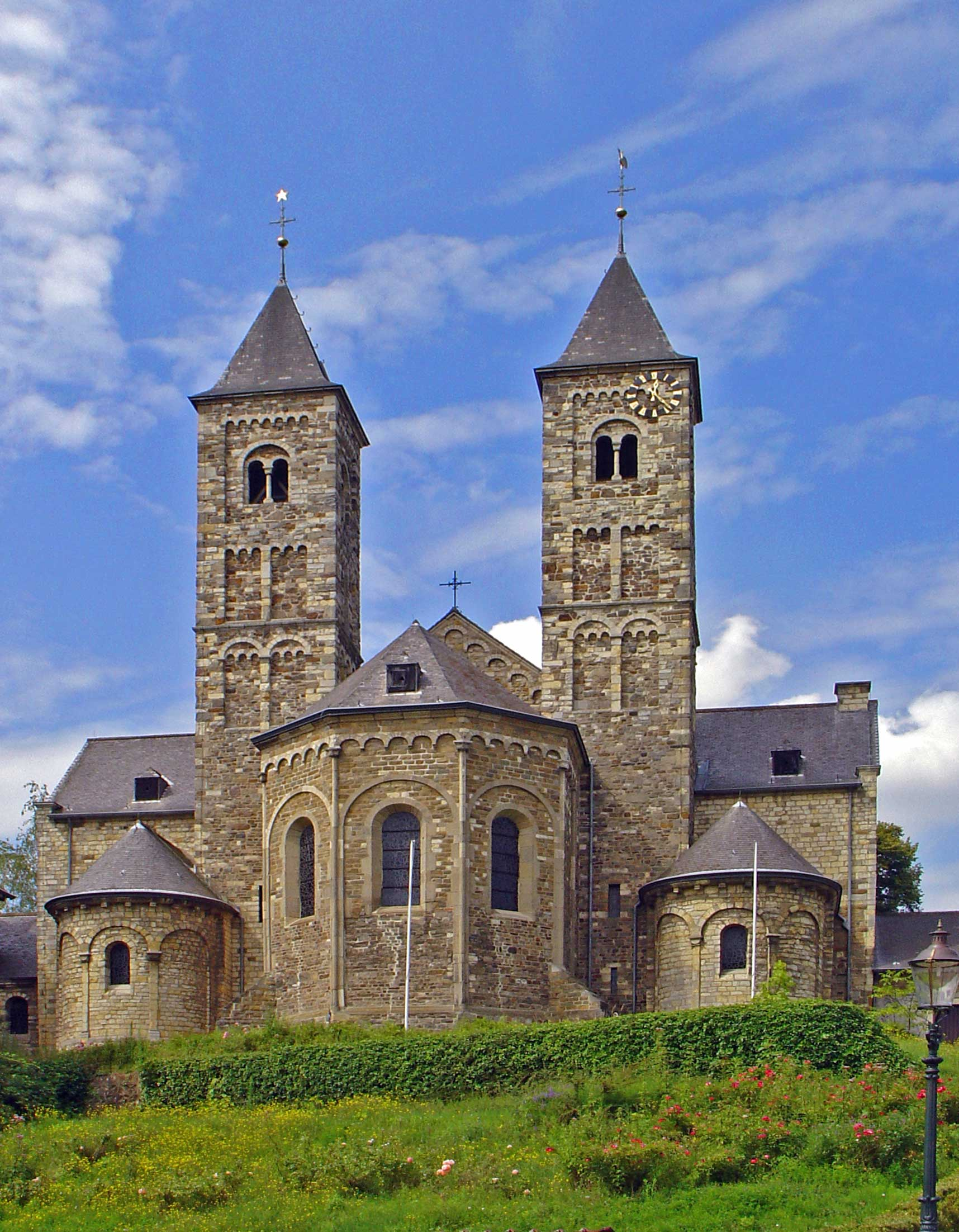
De Basiliek van de H.H. Wiro, Plechelmus en Otgerus met in de oksels van het transept met het koor de twee koortorens

Een koortoren is een zeldzaam type kerktoren dat meestal in tweevoud voorkomt aan beide zijden van het koor. Deze torens kunnen als volwaardige toren zijn opgetrokken of slechts rijzen tot de dakvoet of daknok.
De plaatsing van koortorens tussen apsis en transept is een typisch Rijnlands kenmerk van kerkgebouwen.

## Verspreiding
Kerkgebouwen in Nederland met koortorens zijn onder andere:
- Onze-Lieve-Vrouwebasiliek in Maastricht
- Sint-Servaasbasiliek in Maastricht
- Munsterkerk in Roermond
- Basiliek van de H.H. Wiro, Plechelmus en Otgerus in Sint Odiliënberg
- Sint-Martinuskerk in Spekholzerheide

Kerkgebouwen in België met koortorens zijn onder andere:
- Onze-Lieve-Vrouwekathedraal in Doornik (koortorens aan weerszijden van apsidale transepten)

Kerkgebouwen in Duitsland met koortorens zijn onder andere:
- Dom van Bamberg in Bamberg
- Munster van Bonn in Bonn
- Apostelenkerk in Keulen
- Sint-Gereonkerk in Keulen
- Sint-Kunibertkerk in Keulen
- Heilig Hartkerk in Koblenz
- Sint-Kastorbasiliek in Koblenz
- Dom van Worms in Worms

Kerkgebouwen in Frankrijk met koortorens zijn onder andere:
- Kathedraal van Chartres

Kerkgebouwen in Luxemburg met koortorens zijn onder andere:
- Sint-Salvatorkerk in Schengen